# Martin Scorsese Presents the Blues: Jimi Hendrix
 (juin 2021).
Si vous disposez d'ouvrages ou d'articles de référence ou si vous connaissez des sites web de qualité traitant du thème abordé ici, merci de compléter l'article en donnant les références utiles à sa vérifiabilité et en les liant à la section « Notes et références ».
Albums de Jimi Hendrix
Live at Berkeley
(2003) Hear My Music
(2004)
Les sept films consacrés au blues présentés par Martin Scorsese pour les supposés 100 ans du blues connurent non seulement un succès critique, mais aussi une large adhésion populaire. Pour l’occasion, de nombreuses compilations estampillées Martin Scorsese Presents the Blues furent publiées, dont une consacrée à Jimi Hendrix.
Sa diffusion fut pour le moins confidentielle en France. 

## Les titres
1. Red House
2. Voodoo Chile
3. Come On (Let The Good Times Roll)
4. Georgia Blues
5. Country Blues
6. Hear My Train A Comin'
7. It's Too Bad
8. My Friend
9. Blue Window
10. Midnight Lightning

## Deux inédits
Pour les amateurs de Jimi Hendrix, l’intérêt de la compilation résidait dans la publication de deux inédits : Georgia Blues (7:09) et Blue Window (12:51). Le reste n’est constitué que de titres figurant déjà dans le catalogue proposé par Experience Hendrix LLC (c’est la deuxième version studio de Red House qui est ici présente, ce qui évite de faire doublon avec celle de Blues).
Georgia Blues est en fait un titre de Lonnie Youngblood où Hendrix vient prêter ses services de sideman de luxe. La bonne surprise réside dans la date de l’enregistrement : le 19 mars 1969. C’est donc un Hendrix au sommet de son art que l’on peut entendre, répondant à la voix chaudement bluesy de Youngblood, servi par un groupe efficace. La grille d’accords lorgne un peu vers le jazz en dépassant le cadre standard des trois accords (très proche de la version de Stormy Monday de l'Allman Brothers Band). 
L’autre inédit est bien connu des spécialistes : il s’agit donc de Blue Window, présenté dans une version sérieusement éditée. Enregistré là aussi en mars 1969, c’est en fait un titre du Buddy Miles Express où Hendrix s’impose en tant que leader. C’est un blues assez original : le rythme lancinant, ponctué par les cuivres, presque obsessionnel, sert parfaitement les interventions individuelles. Le titre n’a certes pas la force des grands classiques du répertoire Hendrixien, mais les 12 minutes sont plus qu'agréables. Les variations rythmiques commençant à la 7e minute montrent le dynamisme inhérent à la musique de Hendrix.